# 蘇則
蘇則（？—223年），字文師，扶風武功人。漢末三國時曹魏涼州官員。

## 生平
年少時以學問和品行，舉孝廉和茂才，曾被辟命但不應。後來到酒泉任酒泉太守，又歷任安定和武都太守，管治之處都有威名。曹操西征張魯時，經過武都，對蘇則感到滿意，命他為軍導。張魯投降後，蘇則負責安撫下辯的氐族，暢通河西的道路，並轉任金城太守。任內實施多項措施穩定民心，招降羌胡，又鼓勵耕種，令很多流民歸附。後來李越在隴西叛亂，蘇則率領羌胡圍攻李越，李越立刻投降。建安二十五年（220年），曹操病逝，西平人麴演叛亂，自稱護羌校尉。蘇則領兵討伐，麴演害怕，於是投降。曹丕因他的功績命蘇則加任護羌校尉，賜爵關內侯。
不久，張進、麴演和黃華等人互相勾結，在河西一起叛亂，武威的三種胡又在道路上當賊匪，令道路斷絕，武威太守毌丘興向蘇則告急。鑑於當時雍州和涼州的土豪都投靠張進，當時人人都認為張進勢力太強，而且郝昭和魏平等人亦曾被下詔不能領兵西進，根本不可能抵抗張進。但蘇則曾游說郝昭和羌族首領等，最終得到他們支持，最終令三種胡投降，成功營救武威；後來又與毌丘興聯手攻打張進。麴演見此，於是率領三千步兵和騎兵響應蘇則，打算藉詞助戰，然後在軍中叛亂；蘇則識破，設計斬殺麴演，餘黨四散。蘇則於是攻破張掖，斬殺張進和他的餘黨，黃華亦投降，河西於是回復安定，蘇則亦回到金城。因功而進封都亭侯，賜三百戶食邑。
曹丕代汉后，曹植和苏则等都因误以为汉献帝已死而为其举哀。后来曹丕几次言及自己登极时有人却在哭，虽然其实意在指责曹植，并不知道苏则当时也有同样的行为，苏则却以为是在说自己，甚至还准备自辩，在傅巽暗示下才没有不打自招。
後來蘇則被徵命為侍中，黃初四年（223年），貶任東平相，還未上任就在路上病逝，諡剛侯。

## 性格特徵
《魏書》稱蘇則剛直疾惡，敬慕汲黯的為人。入朝任侍中時與董昭同寮，董昭一次枕著蘇則的膝部躺臥，蘇則卻將董昭推下，說：「蘇則之膝，非佞人之枕也。」一次蘇則跟隨曹丕狩獵，牢籠被打開而令獵獲的鹿子走失，曹丕大怒，要斬殺督吏，蘇則直諫曹丕因狩獵而殺害臣下不當，曹丕雖然聽從並赦免督吏，但自此都對蘇則有所忌憚。

## 子裔

### 子[1]
- 蘇怡，一作蘇恬。蘇則死後繼承都亭侯爵位。
- 蘇愉，蘇怡之弟，蘇怡死後因無子而由他繼承爵位，晉朝時歷任尚書、太常、光祿大夫。
- 蘇遁
- 蘇援

### 孫
- 苏氏，苏愉之女，嫁石崇。后与石崇同诛。
- 蘇紹，字世嗣，蘇愉之子，苏氏之弟。
- 蘇慎，蘇紹之弟，左衛將軍。

### 後代
- 蘇湛[2]
- 蘇世長，蘇則八代孫，唐朝秦王府十八学士之一。
- 蘇綽，九世孫，西魏官員（《周書·蘇綽傳》）

## 評價
陳壽：「苏则威以平乱，既政事之良，又矫矫刚直，风烈足称。」

## 延伸阅读
[在维基数据编辑]
 《三國志/卷16》，出自陳壽《三國志》